# Pierre Mainil
Cet article possède un paronyme, voir Mesnil.
Pierre Mainil fut ministre et sénateur social-chrétien belge.
Pierre Mainil né le 24 janvier 1925 à Casteau, et y décédé le 23 février 2013 fut sénateur PSC de 1977 à 1991, élu de l'arrondissement de Mons-Soignies.
Membre de cinq gouvernements belges consécutifs de 1980 à 1992, en tant que secrétaire d'État aux Affaires wallonnes (1980), ministre et secrétaire d'État aux Pensions (1981-1988) et secrétaire d'État aux Classes moyennes (1988-1992).

## Biographie
La loi « Mainil » du 15 mai 1984 porte sur l’harmonisation des régimes des pensions est toujours en vigueur aujourd’hui.

### Reconnaissances
- Volontaire de guerre, il fut sacré Grand officier de l’Ordre de Léopold.

## Liens
1. ↑  Pierre Mainil, Les pensions en Belgique après la loi d'harmonisation, Bruxelles, diffusion Inbel, 1985, 144 p.

- Notice dans un dictionnaire ou une encyclopédie généraliste :   - Dictionnaire des Wallons
- antennecentre.tv
- lanouvellegazette.be
- rtbf.be